# Asmir Avdukić
Asmir Avdukić (Breza, 13 maggio 1981) è un ex calciatore bosniaco, di ruolo portiere.